# Wasquehal Football

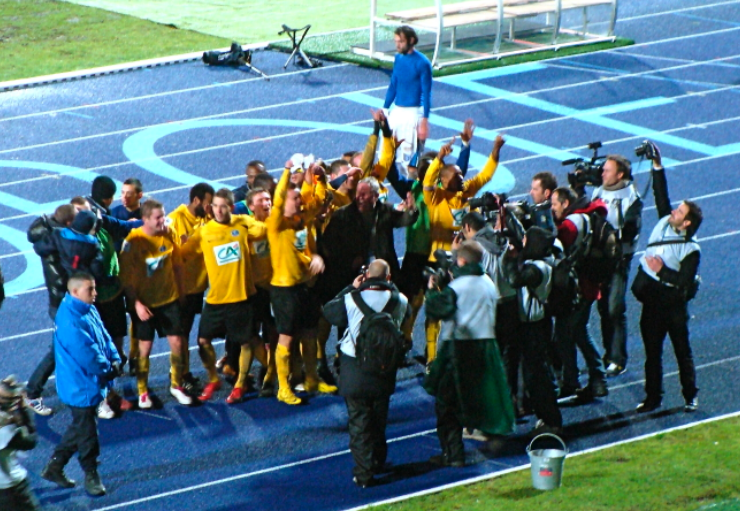
Wasquehal vence al Auxerre por la Coupe de France 2010-2011.

El Wasquehal Football es un equipo de fútbol de Francia que juega en el Championnat National 3, la quinta división de fútbol en el país.

## Historia
Fue fundado en el año 1924 en la localidad de Wasquehal con el nombre US Wasquehal por Arthur Buyse, Louis Mulliez, Georges Caudreliez y Léon Montagne y los colores del club fueron el rojo y el negro.
En 1945 se fusionan con el AS Wasquehal para crear al club actual, y los colores del club pasaron a ser el amarillo y el negro.
En 1995 el club asciende por primera vez al Championnat National (tercera división), pero el club fue descendido por problemas financieros en la temporada 2002/03, perdiendo el estatus de equipo profesional, y con eso llegaron ascensos consecutivos que en 2008 lo descendieron a las ligas regionales.
En la temporada 2015/16 el club logra el ascenso al Championnat de France Amateur.

## Palmarés
- Championnat de France amateur - Groupe A: 1

1995
- Championnat de France amateur 2 - Groupe A: 1

2007
- Championnat de France Amateur - Groupe D: 1

2015
- Division d'honneur du Nord-Pas-de-Calais: 2

1988, 1998

## Jugadores

### Jugadores destacados
| - Patricio D'Amico - Christophe Delmotte - Geoffrey Dernis - Laurent Bonadéi - Robert Malm - Sébastien Fidani - Reynald Descarpentries - Pascal Cygan | - Jean-Marc Sibille - Aniekan Enyeama - Jean Antunès - Thierry Cygan - Didier Stevance - Abdelmajid Oulmers - Stéphane Capiaux - Reynald Debaets | - Mathieu Bucher - Emmanuel Clément-Demange - Thierry Lepers - Frédéric Cissokho - Michel Titeca - Paulo Gomes - William Loko - Guillaume Benon |